# Levende brug

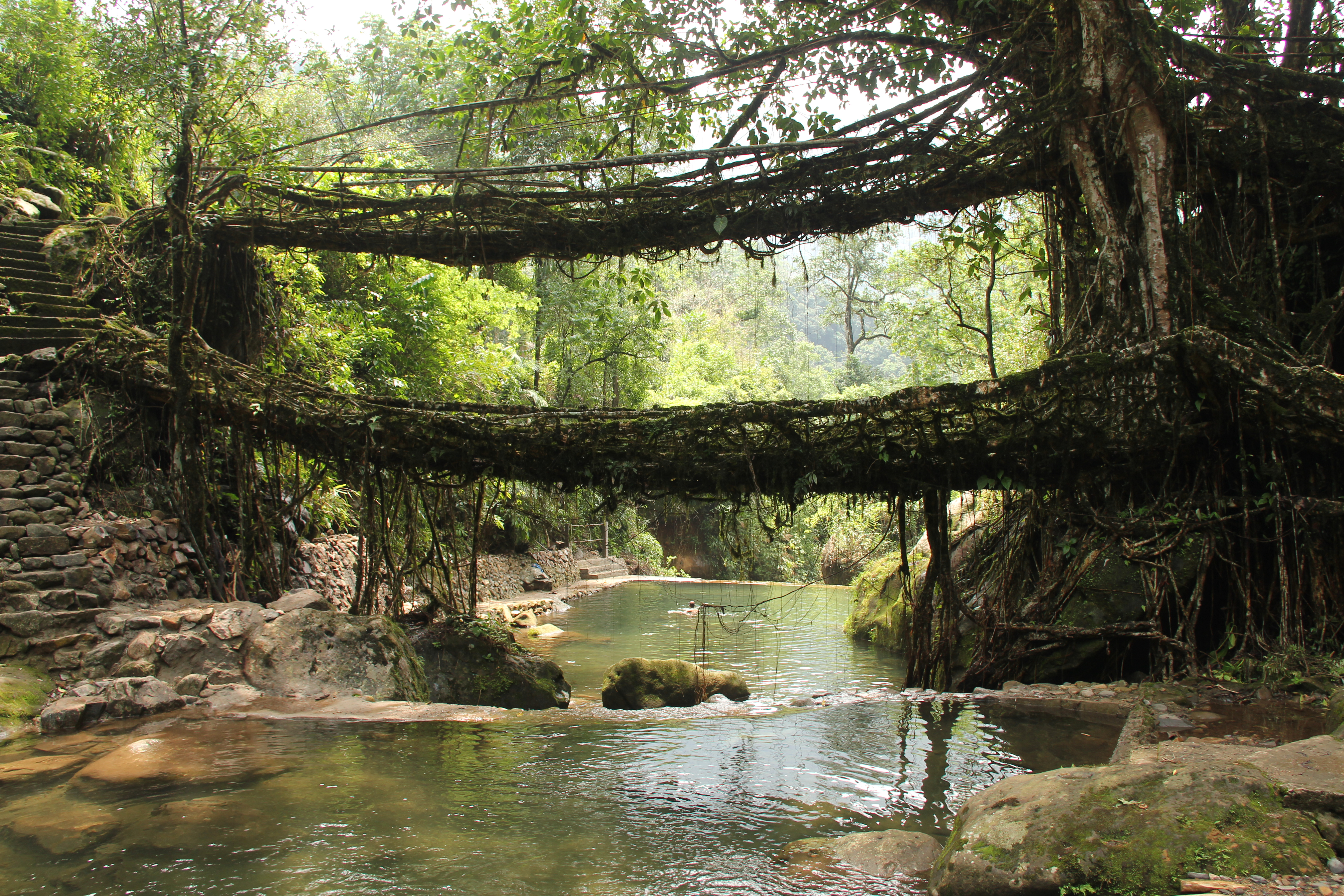
Dubbele levende brug in Meghalaya.

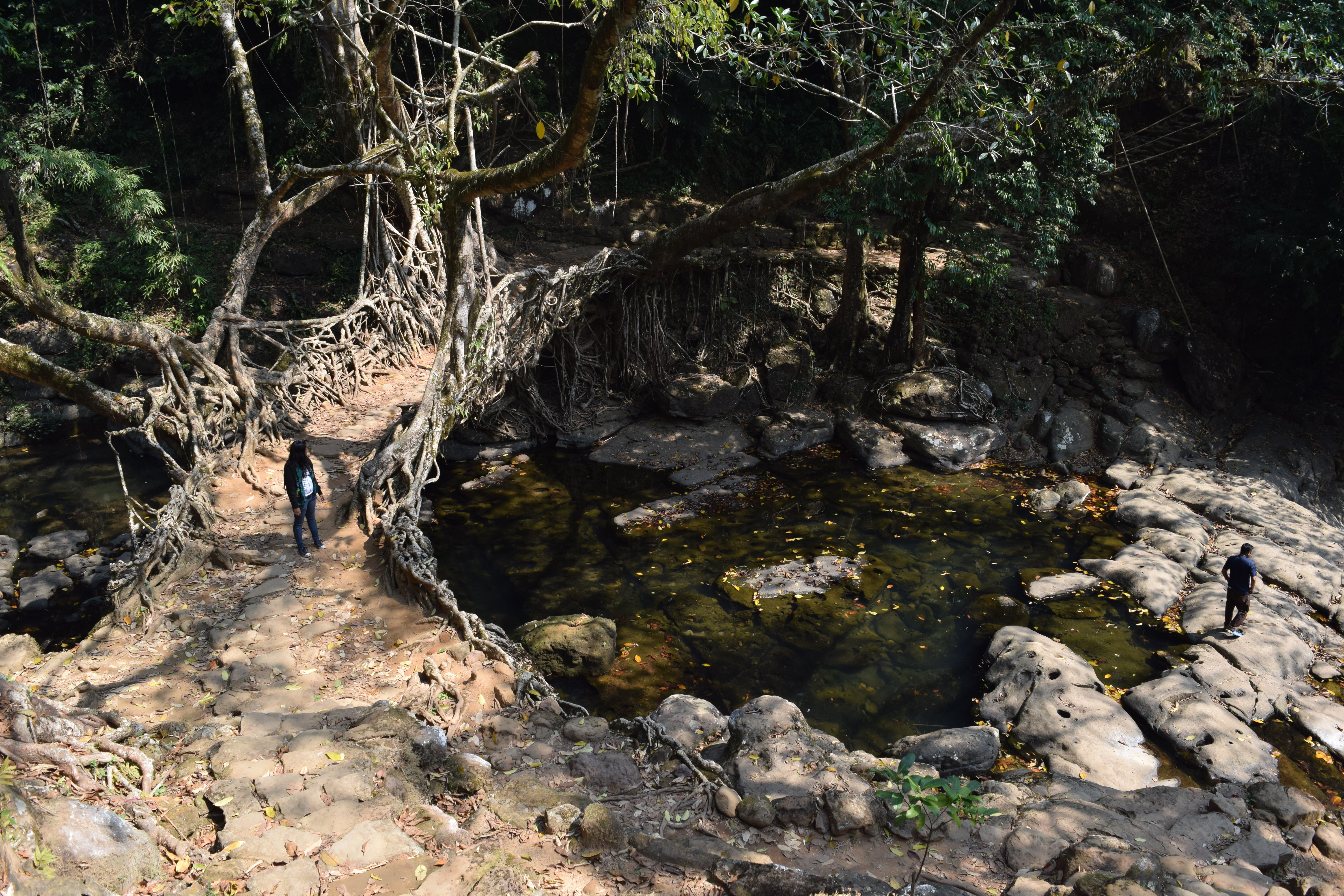
Gezicht van bovenaf op een levende brug.

Een levende brug (ook wel wortelbrug genoemd) is een brug met een draagconstructie van levende boomwortels of lianen.
In het Indiase district East Khasi Hills groeien in de uiterst regenachtige plaats Cherrapunji (Meghalaya) meerdere levende bruggen. Luchtwortels van de Indische rubberboom (Ficus elastica) worden hier door de lokale bevolking met delen van een betelpalm (Areca catechu) dusdanig gecultiveerd dat ze naar de overzijde van een rivier groeien. Door de wortels op de juiste manier door elkaar te laten groeien ontstaat dan een brug. Deze wordt beloopbaar gemaakt door hier een laag aarde en stenen of planken in te leggen. Doordat de wortels steeds sterker worden, slijt de brug niet maar wordt deze juist almaar steviger. Het aanleggen van een levende brug duurt zo'n tien tot vijftien jaar. Sommige van de levende bruggen zijn eeuwenoud, tot wel 500 jaar. De langste zijn zo'n dertig meter lang.
In de Japanse Iyavallei (Tokushimaprefectuur) zijn bruggen te vinden die gemaakt zijn van levende lianen. Hierbij worden aan beide zijden van een rivier Wisteria floribunda's geplant. Als de lianen dan lang genoeg zijn worden deze samengewoven tot een brug waarbij het looppad van planken wordt gemaakt.